# Shirakawa (imperatore del Giappone)
Shirakawa (白河天皇; Kyoto, 7 luglio 1053 – Kyoto, 24 luglio 1129) è stato il 72º imperatore del Giappone secondo il tradizionale ordine di successione. Regnò dal 1073 al 1087.

## Biografia
Il suo nome prima di diventare imperatore era Sadahito.
Era il primo figlio dell'imperatore Go-Sanjo e di una donna dei Fujiwara. Suo padre Go-Sanjo nel 1068 diventò imperatore e nominò Sadahito principe ereditario. Come il padre, Shirakawa cercò di diminuire l'influenza dei Fujiwara sulla corte imperiale.
Successivamente lasciò il trono ad un figlio, Horikawa, che diventerà così imperatore a sua volta, si spostò nella città di Shirakawa e si fece monaco buddhista. Shirakawa regnò dal chiostro come imperatore de facto.
Shirakawa seguì, con questo comportamento, una usanza instaurata dal padre Go-Sanjo. Regnò dal chiostro durante i regni di tre imperatori: Horikawa, Toba e Sutoku.